# كريستوفر دياز
كريستوفر دياز (بالإسبانية: Christopher Díaz)‏ (25 يوليو 1995 بكوريكو في تشيلي - ) هو لاعب كرة قدم تشيلي في مركز الدفاع.

## وصلات خارجية
- كريستوفر دياز على موقع قاعدة بيانات كرة القدم.إي يو (الإنجليزية)
- كريستوفر دياز على موقع Soccerway.com (الإنجليزية)